# Lipník nad Bečvou
Lipník nad Bečvou (en allemand : Leipnik) est une ville du district de Přerov, dans la région d'Olomouc, en Tchéquie. Sa population s'élevait à 7 955 habitants en 2025.

## Géographie
Lipník nad Bečvou est arrosée par la Bečva, un affluent de la Morava, et se trouve à 13 km au sud-ouest de Přerov, à 26 km à l'est-sud-est d'Olomouc et à 235 km à l'est-sud-est de Prague.
La commune est limitée par Bohuslávky et la zone militaire de Libavá au nord, par Hranice au nord-est, par Milenov et Jezernice à l'est, par Týn nad Bečvou au sud-est, par Hlinsko au sud, et par Osek nad Bečvou, Veselíčko et Dolní Újezd à l'ouest.

## Histoire
La première mention écrite de la localité date de 1238.

## Galerie

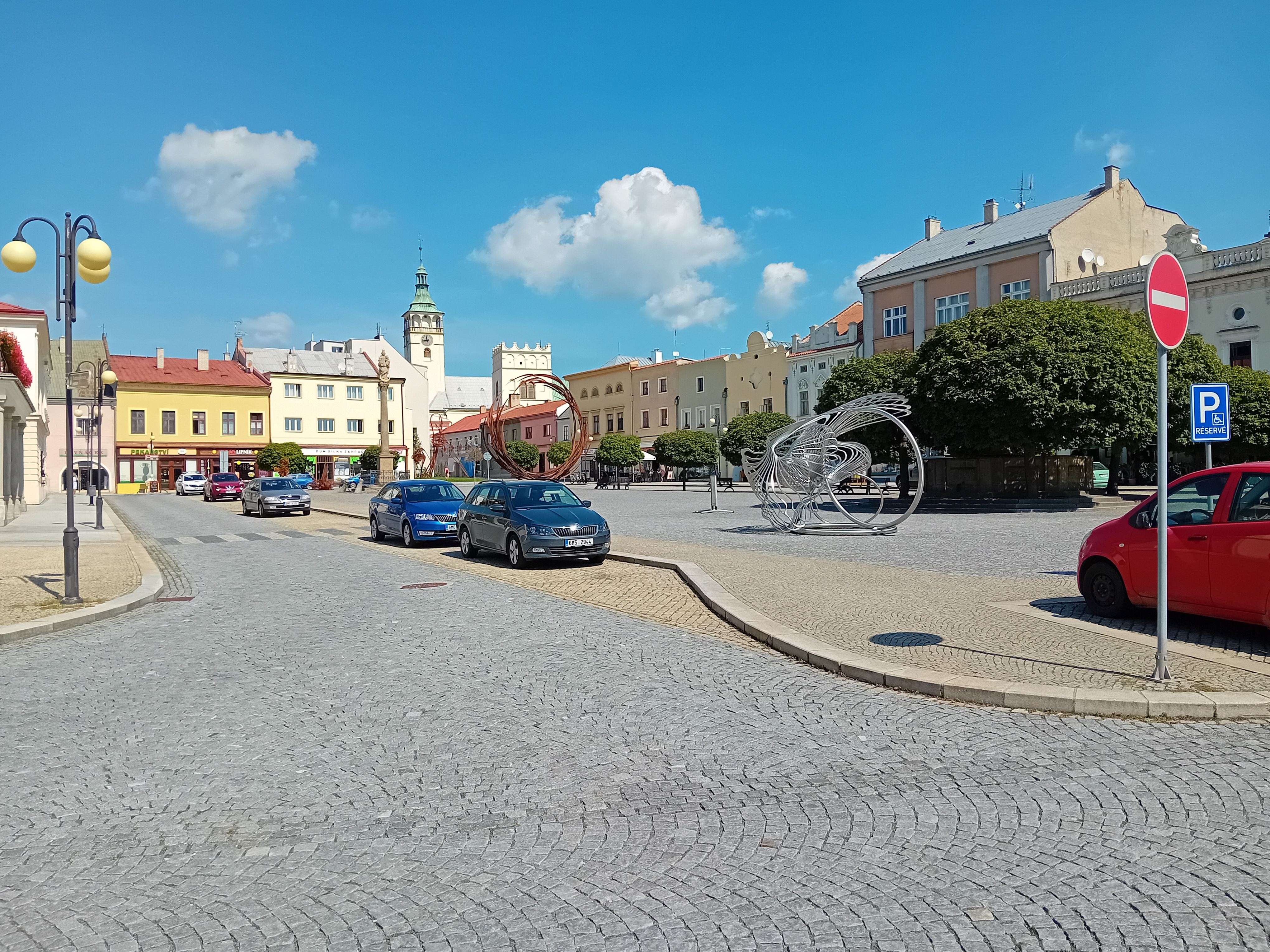
Place Masaryk.
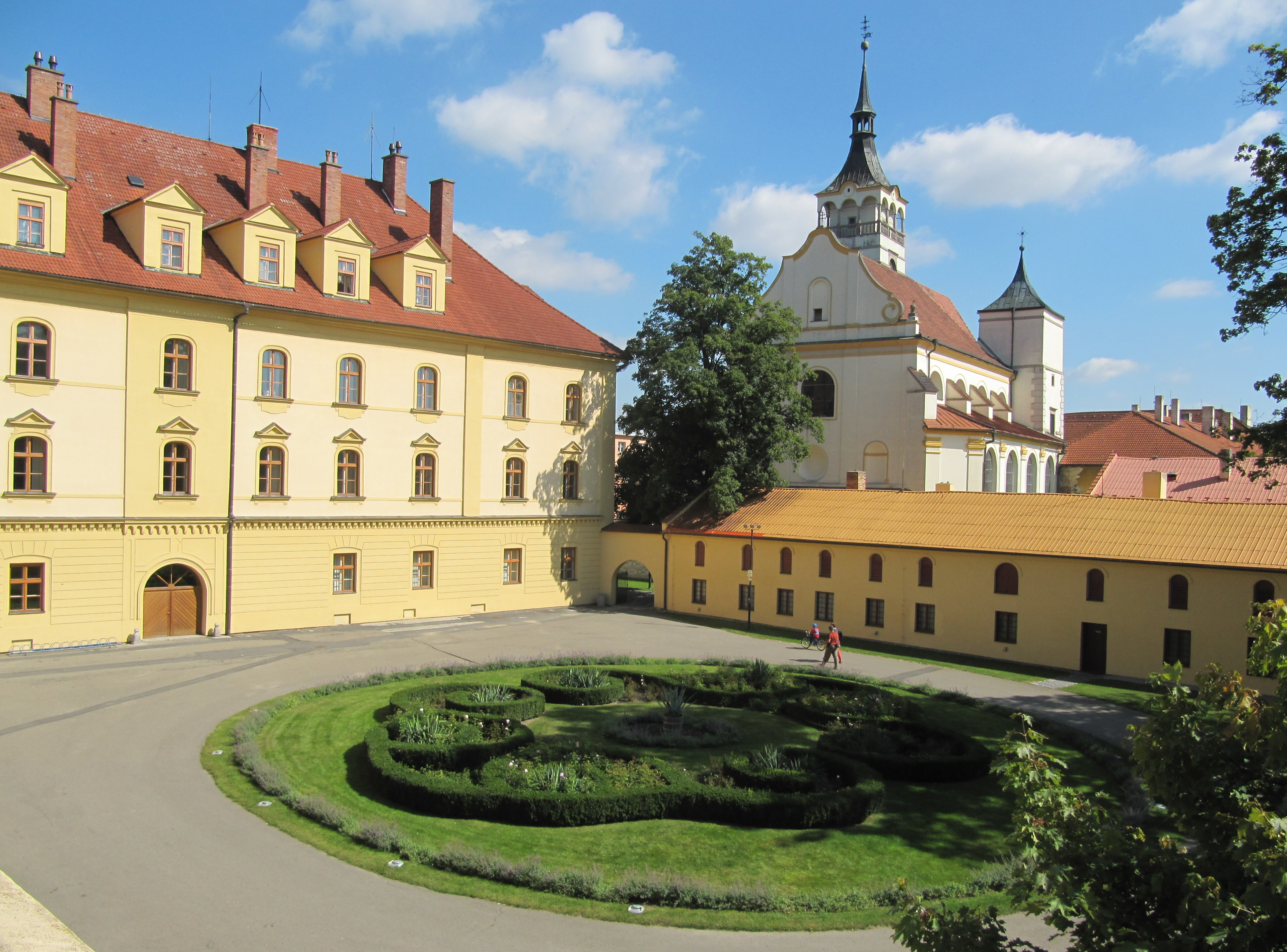
Château et chapelle.

## Patrimoine
A proximité de la ville se trouvent les ruines du château gothique de Helfštýn.

## Transports
Par la route Lipník nad Bečvou se trouve à 12,5 km de Hranice, à 15 km de Přerov, à 28 km d'Olomouc, à 72 km d'Ostrava et à 291 km de Prague.